# Генерал-майор береговой службы
Генерал-майор береговой службы — воинское звание высшего командного состава (позже офицерского) береговой службы в Военно-Морском Флоте Вооружённых Сил СССР.

## История
Установлено Указом Президиума Верховного Совета СССР от 7 мая 1940 года «Об установлении воинских званий высшего командного состава Военно-Морского Флота».
Первый раз воинское звание было присвоено Постановлением Совета Народных Комиссаров СССР от 4 июня 1940 года. Первыми генерал-майорами береговой службы стали тогда 14 человек.
Данное воинское звание в период Великой Отечественной войны имели: коменданты (начальники береговой обороны флота), начальники управления начальника артиллерии (переформировано в Управление береговой обороны), командиры секторов береговой обороны флотов, начальники береговой обороны флотилий и командир 101-й морской железнодорожной артиллерийской бригады.
Последний раз воинское звание было присвоено Постановлением Совета Министров СССР от 3 ноября 1951 года. Генерал-майорами береговой службы тогда стали 5 человек.
Всего за весь период существования этого воинского звания генерал-майорами береговой службы стали 88 военачальников. Из них 17 впоследствии были присвоены более высокие воинские звания (С. Е. Захаров стал адмиралом, Г. С. Зашихин — генерал-полковником артиллерии, М. И. Москаленко — генерал-полковником береговой службы, Н. А.Торик — вице-адмиралом, 13 человек — генерал-лейтенантами и генерал-лейтенантами артиллерии). Один генерал-майор береговой службы (И. А. Благовещенский) был в 1946 году лишён воинского звания за совершение воинского преступления (измена Родине).
Отменено 5 мая 1952 года. В этот же день все жившие на тот момент генерал-майоры береговой службы (как продолжавшие службы в ВС СССР, так и находившиеся в запасе) были переаттестованы: 45 генерал-майоров береговой службы — в генерал-майоры, а 22 генерал-майора береговой службы — в генерал-майоры артиллерии.

## Список генерал-майоров береговой службы
| Фамилия, имя, отчество и годы жизни           | Дата присвоения звания | Примечание |
| --------------------------------------------- | ---------------------- | --- |
| Алексеев, Константин Алексеевич (1897—1967)   | 11.05.1949             | 05.05.1952 переаттестован в генерал-майора |
| Арсеньев, Николай Васильевич (1901—1975)      | 04.06.1940             | 05.05.1952 переаттестован в генерал-майора артиллерии |
| Афакиров, Пётр Тимофеевич (1901—1997)         | 27.01.1951             | 05.05.1952 переаттестован в генерал-майора |
| Бабин, Пантелеймон Иванович (1897—1972)       | 21.07.1944             | 05.05.1952 переаттестован в генерал-майора |
| Базилевич, Пётр Захарович (1907—1981)         | 27.01.1951             | 05.05.1952 переаттестован в генерал-майора артиллерии |
| Благовещенский, Иван Алексеевич (1895—1946)   | 21.05.1941             | Лишён воинского звания в 1946 году как предатель |
| Блохин, Дмитрий Иванович (1902—1967)          | 27.01.1951             | 05.05.1952 переаттестован в генерал-майора артиллерии |
| Бойцов, Дмитрий Павлович (1892—1968)          | 20.04.1945             | 05.05.1952 переаттестован в генерал-майора |
| Большаков, Иван Анисимович (1898—1962)        | 17.06.1942             | 05.05.1952 переаттестован в генерал-майора артиллерии |
| Броневицкий, Пётр Семёнович (1891—1949)       | 04.06.1940             | |
| Быстриков, Григорий Федотович (1901—1981)     | 13.12.1942             | 03.11.1951 присвоено воинское звание генерал-лейтенант |
| Вербицкий, Александр Дмитриевич (1904—1950)   | 13.12.1942             | |
| Вильшанский, Владимир Львович (1902—1979)     | 10.04.1944             | 05.05.1952 переаттестован в генерал-майора артиллерии |
| Виноградов, Валентин Васильевич (1906—1980)   | 24.07.1943             | 05.05.1952 переаттестован в генерал-майора, 31.05.1954 присвоено воинское звание генерал-лейтенант |
| Власов, Иван Фадеевич (1907—1977)             | 03.11.1951             | 05.05.1952 переаттестован в генерал-майора |
| Гладков, Пётр Андреевич (1902— 1984)          | 24.07.1943             | 03.11.1951 присвоено воинское звание генерал-лейтенант береговой службы, 05.05.1952 переаттестован в генерал-лейтенанта,, 03.01.1955 лишён воинского звания |
| Григорьев, Григорий Тимофеевич (1894—1966)    | 04.06.1940             | 05.05.1952 переаттестован в генерал-майора |
| Гримзин, Иван Васильевич (1894—1984)          | 04.06.1940             | 05.05.1952 переаттестован в генерал-майора |
| Гусев, Иван Константинович (1898—1966)        | 04.06.1940             | 05.05.1952 переаттестован в генерал-майора артиллерии |
| Данилов, Ефрем Александрович (1905—1969)      | 27.01.1951             | 05.05.1952 переаттестован в генерал-майора артиллерии |
| Денисевич, Николай Юлианович (1893—1965)      | 21.05.1941             | 05.05.1952 переаттестован в генерал-майора |
| Дмитриев, Иван Николаевич (1901—1963)         | 21.05.1941             | 05.05.1952 переаттестован в генерал-майора |
| Духович, Сергей Григорьевич (1903—1970)       | 24.07.1943             | 05.05.1952 переаттестован в генерал-майора |
| Елисеев, Алексей Борисович (1887—1942)        | 04.06.1940             | 16.09.1941 присвоено воинское звание генерал-лейтенант береговой службы |
| Ермолаев, Николай Дмитриевич (1905—1958)      | 24.07.1943             | 08.07.1945 присвоено воинское звание генерал-лейтенант береговой службы, 05.05.1952 переаттестован в генерал-лейтенанта |
| Зайцев, Гавриил Фёдорович (1905—1975)         | 13.12.1942             | 03.11.1951 присвоено воинское звание генерал-лейтенант береговой службы, 05.05.1952 переаттестован в генерал-лейтенанта |
| Захаров, Семён Егорович (1906—1986)           | 13.12.1942             | 01.06.1944 присвоено воинское звание генерал-лейтенант береговой службы, 27.01.1951 присвоено воинское звание адмирал, 13.02.1956 понижен в воинском звании до контр-адмирала, 07.05.1960 присвоено воинское звание вице-адмирал, 07.05.1966 присвоено воинское звание адмирал |
| Зашихин, Гавриил Савельевич (1898—1950)       | 21.05.1941             | 01.07.1943 присвоено воинское звание генерал-лейтенант артиллерии, 17.11.1944 присвоено воинское звание генерал-полковник артиллерии |
| Звягин, Николай Васильевич (1900—1956)        | 13.12.1942             | 05.05.1952 переаттестован в генерал-майора |
| Зенушкин, Степан Сергеевич (1904—1970)        | 03.11.1951             | 05.05.1952 переаттестован в генерал-майора |
| Зернов, Михаил Андреевич (1897—1972)          | 13.12.1942             | 05.05.1952 переаттестован в генерал-майора |
| Зорин, Александр Васильевич (1907—1994)       | 22.01.1944             | 27.01.1951 присвоено воинское звание генерал-лейтенант береговой службы, 05.05.1952 переаттестован в генерал-лейтенанта |
| Зубов, Терентий Максимович (1902—1985)        | 27.01.1951             | 05.05.1952 переаттестован в генерал-майора артиллерии, 26.04.1984 переаттестован в генерал-майора |
| Кабанов, Сергей Иванович (1901—1973)          | 04.06.1940             | 16.09.1941 присвоено воинское звание генерал-лейтенант береговой службы, 05.05.1952 переаттестован в генерал-лейтенанта артиллерии |
| Казановский, Владимир Николаевич (1909—1970)  | 27.01.1951             | 05.05.1952 переаттестован в генерал-майора артиллерии |
| Карабулькин, Василий Михайлович (1894—1944)   | 03.01.1942             | |
| Карандашев, Сергей Петрович (1903—1972)       | 05.11.1944             | 05.05.1952 переаттестован в генерал-майора |
| Кечеджи, Николай Константинович (1897—1950)   | 31.05.1944             | |
| Кириллов, Александр Матвеевич (1897—1968)     | 24.07.1943             | 05.05.1952 переаттестован в генерал-майора |
| Кобец, Сергей Спиридонович (1903—1953)        | 27.01.1951             | 05.05.1952 переаттестован в генерал-майора артиллерии |
| Коваленко, Иван Никифорович (1905—1970)       | 27.01.1951             | 05.05.1952 переаттестован в генерал-майора артиллерии, 25.05.1959 присвоено воинское звание генерал-лейтенант артиллерии |
| Конышев, Иван Кузьмич (1895—1979)             | 21.05.1941             | 05.05.1952 переаттестован в генерал-майора |
| Корниенко, Даниил Иосифович (1901—1967)       | 11.05.1949             | 05.05.1952 переаттестован в генерал-майора |
| Коробков, Валентин Николаевич (1906—1952)     | 03.11.1951             | |
| Круглов, Владимир Ильич (1896—1968)           | 05.11.1944             | 05.05.1952 переаттестован в генерал-майора |
| Кузьмичёв, Иван Николаевич (1895—1963)        | 04.06.1940             | 05.05.1952 переаттестован в генерал-майора |
| Куманин, Михаил Фёдорович (1895—1965)         | 04.06.1940             | 18.04.1943 присвоено воинское звание генерал-лейтенант береговой службы, 05.05.1952 переаттестован в генерал-лейтенанта |
| Кустов, Иван Афанасьевич (1899—1969)          | 03.01.1942             | 05.05.1952 переаттестован в генерал-майора |
| Лаковников, Павел Иванович (1892—1973)        | 16.09.1941             | 05.05.1952 переаттестован в генерал-майора артиллерии |
| Лаухин, Пётр Иванович (1899—1967)             | 13.12.1942             | 05.05.1952 переаттестован в генерал-майора |
| Лебедев, Алексей Павлович (1906—1968)         | 24.07.1943             | 05.05.1952 переаттестован в генерал-майора |
| Лебедев, Владимир Алексеевич (1901—1973)      | 13.12.1942             | 05.05.1952 переаттестован в генерал-майора |
| Леводянский, Фёдор Николаевич (1900—1952)     | 13.12.1942             | 05.05.1952 переаттестован в генерал-майора |
| Лишенков, Степан Васильевич (1893—1983)       | 03.01.1942             | 05.05.1952 переаттестован в генерал-майора |
| Малаховский, Иван Викентьевич (1899—1968)     | 04.06.1940             | 05.05.1952 переаттестован в генерал-майора артиллерии |
| Малышев, Николай Васильевич (1903—1990)       | 13.12.1942             | 21.07.1944 присвоено воинское звание генерал-лейтенант береговой службы, 05.05.1952 переаттестован в генерал-лейтенанта |
| Мерзленко, Дмитрий Павлович (1905—1996)       | 25.09.1944             | 05.05.1952 переаттестован в генерал-майора |
| Моргунов, Пётр Алексеевич (1902—1985)         | 21.05.1941             | 10.04.1944 присвоено воинское звание генерал-лейтенант береговой службы, 05.05.1952 переаттестован в генерал-лейтенанта |
| Москаленко, Митрофан Иванович (1896—1966)     | 04.06.1940             | 03.01.1942 присвоено воинское звание генерал-лейтенант береговой службы, 08.07.1945 присвоено воинское звание генерал-полковник береговой службы, 05.05.1952 переаттестован в генерал-полковника                                                                               |
| Муравьёв, Алексей Тимофеевич (1901—1983)      | 13.12.1942             | 05.05.1952 переаттестован в генерал-майора |
| Муравьёв, Анатолий Алексеевич (1901—1954)     | 13.12.1942             | 05.05.1952 переаттестован в генерал-майора |
| Мусьяков, Павел Ильич (1903—1976)             | 25.09.1944             | 05.05.1952 переаттестован в генерал-майора |
| Найда, Сергей Фёдорович (1903—1983)           | 21.07.1944             | 05.05.1952 переаттестован в генерал-майора |
| Намгаладзе, Дмитрий Багратович (1904—1957)    | 11.05.1949             | 05.05.1952 переаттестован в генерал-майора |
| Ненашев, Борис Павлович (1889—1956)           | 21.05.1941             | 05.05.1952 переаттестован в генерал-майора артиллерии |
| Никитин, Василий Андреевич (1899—1967)        | 13.12.1942             | 05.05.1952 переаттестован в генерал-майора |
| Никольский, Михаил Константинович (1906—1984) | 03.11.1951             | 05.05.1952 переаттестован в генерал-майора артиллерии, 09.05.1961 присвоено воинское звание генерал-лейтенант артиллерии |
| Павлов, Василий Алексеевич (1893—1958)        | 04.06.1940             | 05.05.1952 переаттестован в генерал-майора |
| Парафило, Терентий Михайлович (1901—1943)     | 16.09.1941             | |
| Петров, Иван Алексеевич (1898—1958)           | 21.05.1941             | 05.05.1952 переаттестован в генерал-майора |
| Потёмин, Георгий Андреевич (1895—1964)        | 22.02.1944             | 05.05.1952 переаттестован в генерал-майора |
| Румянцев, Владимир Тимофеевич (1907—1993)     | 05.11.1944             | 05.05.1952 переаттестован в генерал-майора артиллерии, 26.04.1984 переаттестован в генерал-майора |
| Рыбаков, Григорий Михайлович (1903—1996)      | 22.02.1944             | 05.05.1952 переаттестован в генерал-майора |
| Рябов, Пётр Ефимович (1903—1961)              | 24.07.1943             | 05.05.1952 переаттестован в генерал-майора |
| Савёлов, Дмитрий Иванович (1902—1982)         | 13.12.1942             | 05.05.1952 переаттестован в генерал-майора |
| Смирнов, Дмитрий Сергеевич (1898—1954)        | 13.12.1942             | 05.05.1952 переаттестован в генерал-майора |
| Сорокин, Александр Иванович (1902—1981)       | 27.01.1951             | 05.05.1952 переаттестован в генерал-майора |
| Татаринов, Алексей Николаевич (1895—1978)     | 04.06.1940             | 05.05.1952 переаттестован в генерал-майора |
| Ткаченко, Михаил Павлович (1898—1958)         | 27.01.1951             | 05.05.1952 переаттестован в генерал-майора |
| Токарев, Николай Александрович (1902—1952)    | 27.01.1951             | |
| Торик, Николай Антонович (1906—1999)          | 13.12.1942             | 05.05.1952 переаттестован в генерал-майора, 18.02.1958 присвоено воинское звание вице-адмирал |
| Трифонов, Александр Павлович (1906—1972)      | 03.11.1951             | 05.05.1952 переаттестован в генерал-майора артиллерии |
| Трусевич, Александр Васильевич (1899—1977)    | 05.11.1944             | 05.05.1952 переаттестован в генерал-майора артиллерии |
| Фадюнин, Владимир Васильевич (1897—1966)      | 04.06.1940             | 05.05.1952 переаттестован в генерал-майора артиллерии |
| Чуваев, Василий Степанович (1904—1966)        | 27.01.1951             | 05.05.1952 переаттестован в генерал-майора артиллерии |
| Шведов, Климентий Семёнович (1899—1958)       | 17.06.1942             | 05.05.1952 переаттестован в генерал-майора артиллерии |
| Шевченко, Сергей Тимофеевич (1912—1993)       | 27.01.1951             | 05.05.1952 переаттестован в генерал-майора артиллерии, 26.04.1984 переаттестован в генерал-майора |
| Юдин, Михаил Александрович (1903—1952)        | 24.05.1945             | 05.05.1952 переаттестован в генерал-майора |